# Curtido
El curtido es el proceso de convertir la piel putrescible en cuero imputrescible. Tradicionalmente se usaba tanino, un compuesto químico ácido que evita la descomposición y a menudo da color, pero desde el siglo XX predomina el curtido al cromo.

## Procesos de curtido

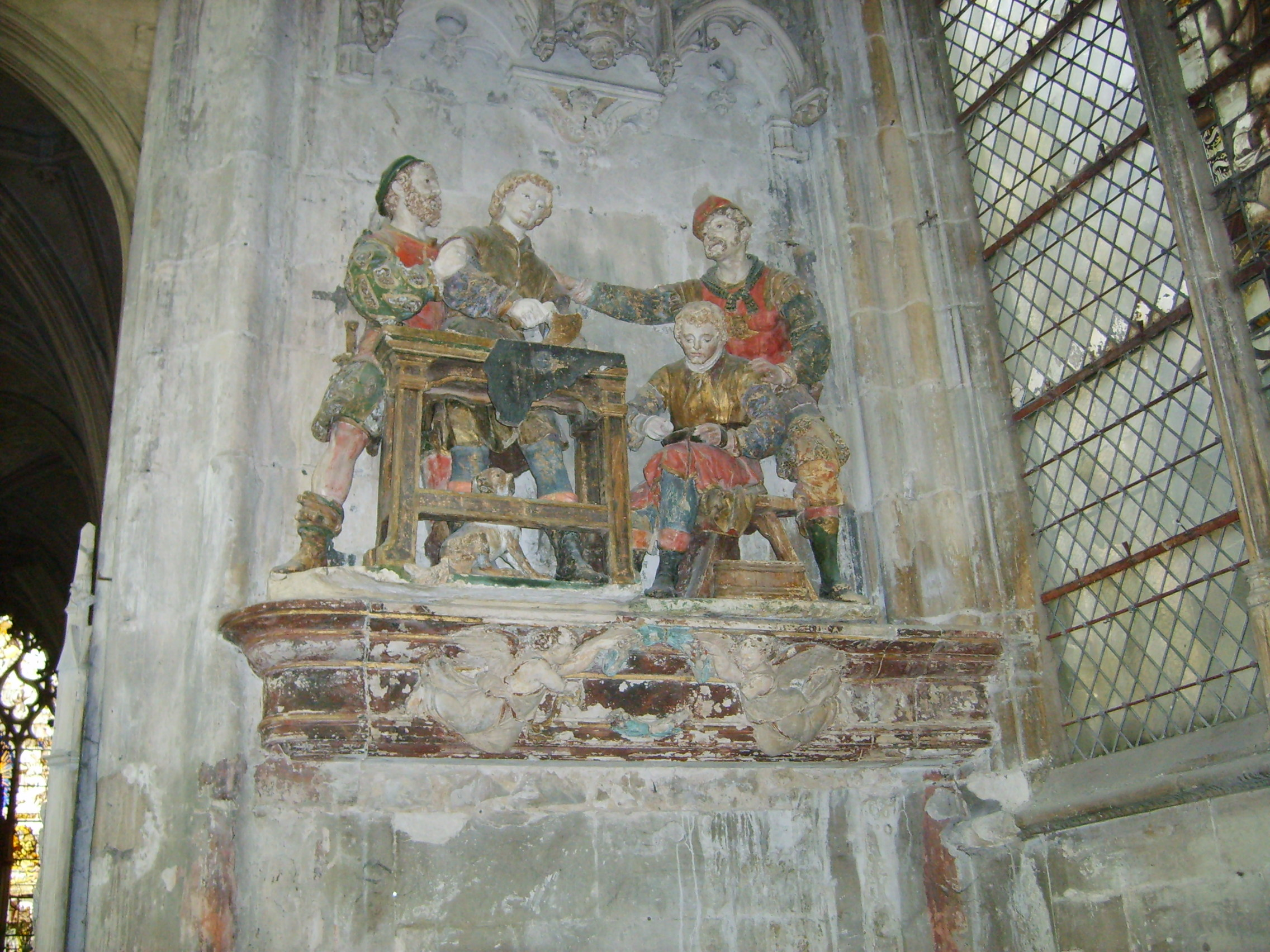
Escultura del que representa los trabajos en una tenería. Iglesia de San Pantaleón en Troyes (Francia).

El proceso de curtido de las pieles se realiza en las curtidurías, curtiembres o tenerías, lugares o talleres donde se curten y trabajan las pieles de animales para su transformación en cuero y la elaboración de productos de peletería. El propósito del curtido de las pieles supone convertir la piel en un material duradero, que no esté sujeto a descomposición por mecanismos físicos o biológicos. Antes del curtido, es necesario ablandar las pieles en baños alcalinos y salados, produciendo aguas con un notable contenido de ácidos y sales. Tradicionalmente se usaba tanino, un compuesto químico ácido que evita la descomposición y a menudo da color, pero desde el siglo XX predomina el curtido al cromo. Consta de cuatro etapas: limpieza, curtido, recurtimiento y teñido, y acabado, que implican la extracción del pelo, el curtido con agentes de curtimiento y la tintura, para producir el cuero terminado.

### Limpieza
En primer lugar el cuero puede entrar a la curtiembre fresco, es decir recién sacado del animal; o salado, para conservarlo por acción de la sal, que actúa deshidratándolo. La preparación de las pieles comienza curándolas con sal, lo que da lugar a las saleas. Una "salea" es una pieza de cuero salada y seca que seguirá el proceso del curtido. El salado también puede hacerse con sal  húmeda, salando fuertemente las pieles y prensándolas en paquetes durante unos 30 días, o bien con salmuera, agitando las pieles en un baño salado durante unas 16 horas. Las pieles se mojan luego en agua limpia para eliminar la sal y en una solución de cal y agua para ablandar el pelo. El pelo se elimina entonces usando una máquina y quitando los restos a mano con un cuchillo romo, proceso conocido como "labrado". Dependiendo del uso que vaya a darse al cuero, las pieles pueden tratarse con enzimas para ablandarlas.

### Curtido
El proceso de curtido se efectúa lixiviando las pieles con cromo, tanino vegetal, alumbre, sales metálicas y formaldehído. Esta operación produce una gran cantidad de aguas residuales que pueden contener importantes concentraciones de cromo, que es un metal tóxico. Por otra parte, la solución vegetal para el curtido exige una gran cantidad de oxígeno bioquímico y su color es muy intenso. El curtido moderno se realiza con sulfato básico de cromo; el proceso implica varios pasos: purga, desencalado, piquelado, curtido propiamente dicho, basificación.
El curtido puede ser realizado con métodos vegetales o minerales. Antes del curtido las pieles se limpian de pelos, grasa y sal y se remojan en agua por un periodo de 6 horas a 2 días. Para prevenir el daño de las pieles por crecimiento bacteriano durante este periodo, se usan biocidas.

#### Curtido vegetal
El curtido vegetal usa tanino (de donde procede el término «tenería», que junto a «curtiduría», designan al lugar o fábrica donde se curten las pieles). El tanino se produce naturalmente en la corteza de algunos árboles, siendo los más usados en la actualidad los de castaño, roble, tanoak, pinabete, quebracho, mangle y cerezo. Las pieles se estiran sobre marcos y se sumergen durante varias semanas en cubas con concentraciones crecientes de tanino. La piel curtida vegetalmente es flexible y se usa para maletas y muebles.

#### Curtido mineral
El curtido mineral suele usar cromo. En bruto, las pieles curtidas con cromo son azules. El curtido mineral es más rápido que el vegetal (menos de un día es necesario para el proceso) y produce un cuero extensible que es excelente para bolsos y prendas de vestir. La piel curtida en esta fase se le conoce como Wet Blue y se mantiene húmeda en espera de los siguientes procesos, el cual puede ser un raspado de unos 0.2 mm.

### Teñido y acabado
La operación de teñido constituye el tercer paso del proceso. Generalmente, esta operación consiste en la introducción de la solución de curtimiento, tintas y aceites para reemplazar los aceites naturales de las pieles (licor grasoso). El proceso genera alta resistencia y un bajo volumen de afluentes concentrados de aceite y color. 

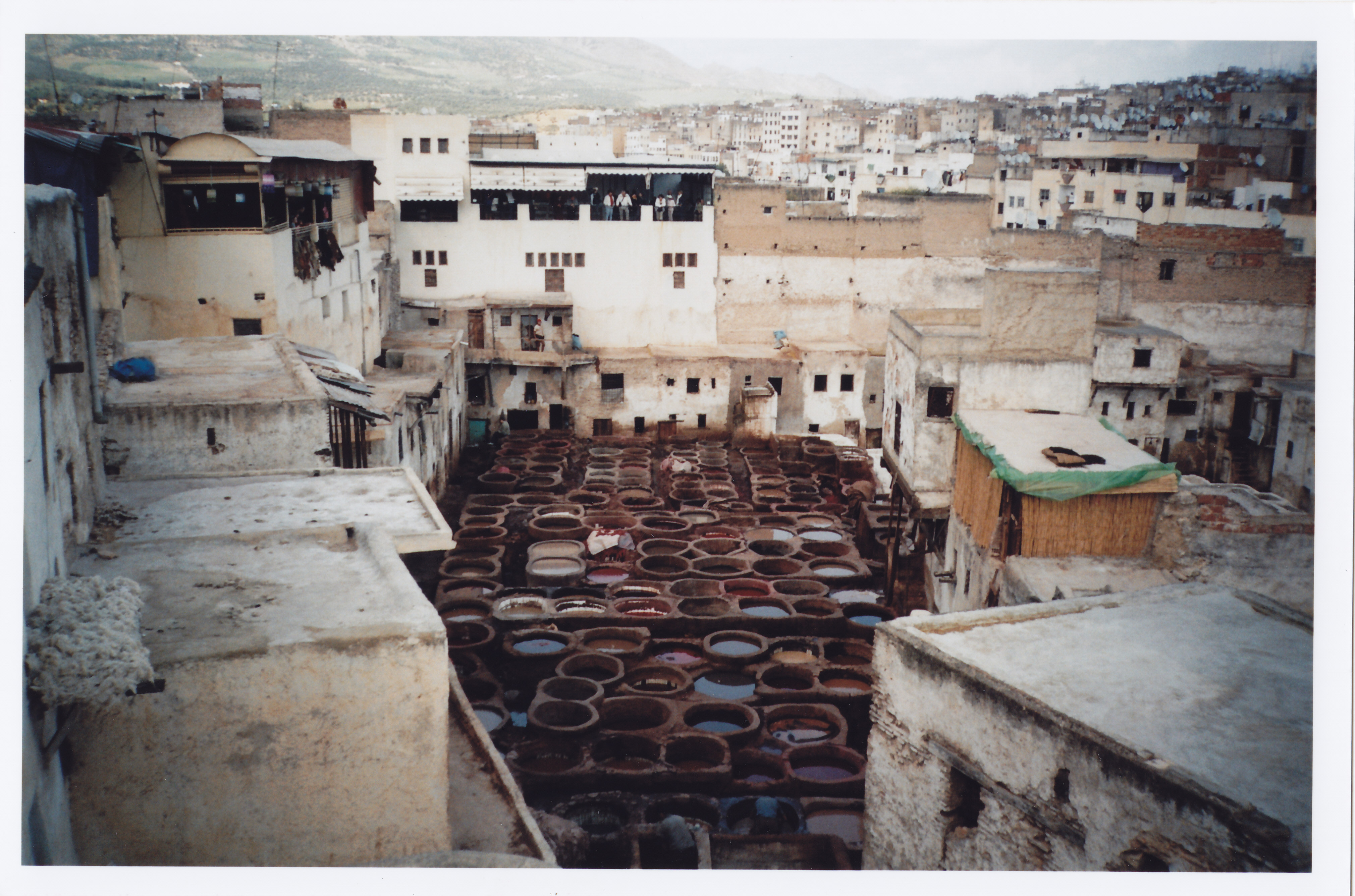
Curtiduría en Fez (Marruecos).

Las operaciones de acabado son: secar, revestir, sujetar con estacas, sembrar, pegar y lavar las pieles. Las dos últimas operaciones producen alta resistencia y bajos volúmenes de afluentes concentrados.

## Métodos antiguos de curtido
En la antigüedad el curtido se consideraba una industria nociva y era 
relegada a las afueras de las ciudades, las zonas pobres. De 
hecho, los antiguos métodos de curtido eran tan malolientes que, por tradición, las tenerías aún se instalan fuera de las ciudades. Los antiguos usaban el cuero para odres, 
bolsos, arneses, botes, armaduras, carcajes, 
vainas, 
botas y sandalias. Sobre 2500 a. C., los sumerios empezaron a usar el cuero, tachonado con cobre, en las ruedas de los carros.
Los curtidores tomaban las pieles de animales y las remojaban en agua. Entonces las aporreaban y restregaban para eliminar los restos de carne y grasa. Luego remojaban las pieles en orina para ablandar el pelo o las dejaban pudrir durante varios meses, después de lo cual las bañaban en una solución salina. Una vez que el pelo se hubiese ablandado, los curtidores lo raspaban con un cuchillo.
Cuando el pelo era eliminado, los curtidores ablandaban el material machacando estiércol sobre las pieles o mojándolas en una solución de sesos de animales. Las heces de los perros eran las preferidas para este fin, por lo que en las ciudades antiguas era frecuente ver a niños recogiéndolas para ello, al igual que en las esquinas se colocaban orinales para recoger la orina humana para luego usarlas en las curtidoras. También se les aplicaba aceite de cedro, alumbre o tanino y se estiraba la piel a medida que perdía humedad y absorbía el agente curtidor.
El cuero sobrante podía transformarse en cola. Para ello, los curtidores ponían trozos de pieles en una cuba de agua y los dejaban pudrir durante meses. La mezcla se ponía entonces al fuego hasta evaporar el agua y lograr así el pegamento.
Dependiendo de la finalidad deseada, la piel puede ser encerada, enrollada, lubricada, inyectada con aceite, cortada, afeitada y, por supuesto, teñida. El ante, el nobuk, etcétera se terminan quitando el pelo del cuero enrollándolo con una superficie áspera.

## Impacto ambiental de las curtidurías
El proceso de curtido produce cantidades significativas de polvo y sulfuro de hidrógeno, además de otras emisiones gaseosas provinientes de la separación del amoníaco y de las calderas. Además, el proceso genera desperdicios sólidos en forma de carne, polvo arenoso, recortes de las pieles, lodos, grasas, etc., que se rescatan, normalmente, para vender a las plantas de recuperación de grasa. También se vende el pelo, como subproducto.
La dermatitis constituye el peligro principal para la salud, aparte de otro tipo de riesgos laborales como la exposición al polvo, los químicos tóxicos y el Carbunco, y es causada por el contacto de los productos químicos con la piel de los trabajadores. 